# Râul Hemeiuș
Râul Hemeiuș este un curs de apă, afluent al râului Bârnat. 